# 下川井インターチェンジ
下川井インターチェンジ（しもかわいインターチェンジ）は、神奈川県横浜市旭区下川井町・矢指町にある保土ヶ谷バイパスのインターチェンジである。

## 形態
保土ヶ谷バイパスは片側3車線・上下計6車線にも及ぶ大規模な自動車専用道路であるが、全線にわたって開通当初より通行料金は無料である。よって当インターも料金所等の類は設置当初から存在したことがない。
したがって、当インターで交差する後述の中原街道からは、右折・左折ともに信号制御以外の一時停止等を強いられることなく流入、またその逆も同様に流出ができる。つまり自動車専用道路である以外はごく普通の立体交差であるといえる。

## 接続している道路
- 神奈川県道45号丸子中山茅ヶ崎線（通称：中原街道）
旭区内を俯瞰したときに、北西から南東へ一直線に抜けるのが保土ヶ谷バイパスとするなら、反対に北東から南西にこれまた真っ直ぐに貫いているのが中原街道である。この両者がX字にほぼ直交しているのがこの下川井インターである。
ゆえにその交通量は大変著しく、とりわけ朝晩の当インターでは、東西南北ほぼ麻痺状態であることが通例となっている。

- 金が谷（かねがや）道
新保土ヶ谷インター方向（下り）からの流出路に接続しているのみ。本線上りへは当インター信号での転回、および下りへは直進が必要。上川井インター方向（上り）からは利用できない。

## 歴史
- 1974年（昭和49年）：狩場IC～上川井IC間開通に伴い開設。

## 周辺

### 東側（都岡・中山方面）
- 下川井テニスクラブ
- 相鉄バス旭営業所
- 国道16号（一般道路）
- よこはま動物園ズーラシア
- JR横浜線・市営地下鉄中山駅

### 西側 （三ツ境・瀬谷方面）
- 聖マリアンナ医科大学横浜市西部病院
- 矢指市民の森
- 瀬谷市民の森
- 相模鉄道三ツ境駅
- 三ツ境ライフ

## 隣
保土ヶ谷バイパス
本村IC - 下川井IC - 上川井IC - 横浜町田IC